# Micropeza annulipes
Micropeza annulipes är en tvåvingeart som först beskrevs av Friedrich Georg Hendel 1934.  Micropeza annulipes ingår i släktet Micropeza och familjen skridflugor. Inga underarter finns listade i Catalogue of Life.